# Thuma Peak
Der Thuma Peak ist ein größtenteils eisfreier und 550 m hoher Berg auf der westantarktischen Rothschild-Insel. In den Desko Mountains ragt er 3 km nordwestlich des Overton Peak auf der Hole-Halbinsel im Südosten der Insel auf.
Das Advisory Committee on Antarctic Names benannte ihn nach Jack S. Thuma (1921–1991), Kapitän der USCGC Westwind bei der Operation Deep Freeze des Jahres 1968.